# 奥凡托河
奥凡托河（義大利語：Ofanto）是意大利南部的一条河流。奥凡托河长度约为145公里，流经坎帕尼亚，巴斯利卡塔和阿普利亚地区，并在巴列塔附近注入亚得里亚海。古时奥凡托河被称为奥菲杜斯河（Aufidus）。